# Chabo
Chabo è un'antichissima razza nana di polli, giapponese (in passato nota anche come Nagasaki), allevata in tutto il mondo. Non si conoscono precisamente le origini di questa razza, ma è certo che viene allevata da secoli in Giappone. La razza è caratterizzata dall'eccezionale cortezza delle zampe, che dà l'impressione che il pollo sia costantemente appoggiato per terra e cammini strisciando. È una tipica razza allevata come animale da compagnia o a scopo ornamentale, ed è stata selezionata in numerose varietà di colore, oltre alle sottovarietà a penna riccia e a piumaggio serico.

## Origini
Gli studiosi non sono unanimemente d'accordo riguardo alle origini della razza; alcuni sostengono che i suoi avi siano provenuti dalla Cina, altri dall'Indocina e in particolare dal Vietnam o dalla Thailandia. Certo è che la razza è stata selezionata e perfezionata da vari secoli in Giappone, da cui è partita alla volta dell'Europa già nel XVI secolo. Inizialmente la razza fu chiamata Nagasaki, in onore del porto della città da cui partì per raggiungere l'Europa. Oggi la denominazione accettata in tutti i paesi è Chabo.

## Caratteristiche morfologiche
È una razza molto piccola, che tuttavia appare più grande grazie all'abbondante piumaggio e alla cresta voluminosa. Cresta e bargigli sono decisamente sviluppati e rosso vivo. La faccia è nuda e rossa, con orecchioni dello stesso colore. Il dorso è cortissimo, e nel maschio unisce la base del collo all'inizio della coda. Le ali sono tenute molto basse e pendenti, fino a sfiorare il terreno. Le zampe sono la caratteristica principale della razza, che la rende unica: sono corte e tenute nascoste dal folto piumino del ventre; i tarsi sono gialli. La coda è molto sviluppata, portata alta e forma quasi un angolo retto con il dorso: questa caratteristica rende il pollo ulteriormente singolare.
L'addome è pieno, rotondeggiante e portato verso il basso. Il peso è di 740 gr per il gallo e di 625 per la gallina.

## Colorazioni
Esistono moltissime varietà di colore della Chabo, come nella maggior parte delle razze nane più allevate. In Italia le varietà riconosciute sono:
- betulla
- betulla oro
- bianca
- bianca a coda nera
- blu dorata frumento
- gialla a coda nera
- grigio perla
- millefiori
- nera
- nera picchiettata di bianco
- perniciata
- perniciata argento

All'estero sono riconosciute anche altre colorazioni:
- blu orlata
- sparviero
- fulva
- pile
- porcellana
- lavanda

### Sottovarietà
Oltre ad essere presente in questa ampia gamma di colorazioni, la Chabo ha anche molte sottovarietà che includono:
- a cresta grande, ancora non riconosciuta, caratterizzata da una cresta molto più sviluppata rispetto alla forma originaria;
- a testa nera, caratterizzata da un elevato livello di pigmentazione che rende la cresta di un colore purpureo;
- arricciata, caratterizzata dal piumaggio riccio in ogni parte del corpo;
- a piuma serica, con penne setose, prive delle barbe esterne, come nella famosa Moroseta;
- senza coda;
- barbuta.

## Qualità
È un pollo piccolo e grazioso, ideale anche come animale domestico per i bambini. A causa della particolare morfologia delle zampe e del tronco, la razza non è adatta a vivere in classici pollai, ma ha bisogno di cure particolari. Non possono essere esposti alle intemperie e il pollaio deve essere pulito costantemente, perché il ventre e le ali sfiorano il terreno. Tutto deve essere alla loro portata, visto che sono molto bassi, dai posatoi alle mangiatoie, all'uscita verso l'esterno. Sono uccelli perfetti da allevare in giardino, perché oltre alla loro decoratività non sono capaci di danneggiare piante e aiuole. Hanno un carattere molto dolce e fiducioso, e tra loro sono molto tolleranti: non solo è possibile allevare dei galli insieme, ma anche far convivere una chioccia con prole con altri polli; in questo caso il gallo si prenderebbe cura dei pulcini insieme alla loro madre.
Il fattore genetico che determina la cortezza delle zampe fa sì che non tutte le uova facciano nascere pulcini con questa caratteristica: su 100 uova fecondate, 50 daranno alla luce pulcini con zampe corte, 25 con zampe normali, e le restanti 25 pulcini che muoiono prematuramente. Per prevenire questo inconveniente, gli allevatori accoppiano soggetti con le zampe lunghe con soggetti con le zampe corte. In questo caso 50 su 100 avranno le zampe corte, e 50 zampe normali, senza morti nell'uovo.
Le uova sono piccole e bianche. La Chabo è una delle razze nane maggiormente allevate a scopo sportivo (per esposizione).